# Judasevangeliet
Judasevangeliet (oldgræsk: Ευαγγέλιον του Ιούδα) er en gnostisk præget tekst sandsynligvis fra omkring år 150 e.Kr. om Judas Iskariot og hans samtaler med Jesus.
Teksten foreligger i dag kun i koptisk oversættelse fra papyrusbogen Kodeks Tchacos, nedskrevet i 300-tallet. Denne papyrussamling, som også indeholder tre andre gnostisk prægede tekster, blev opdaget i Kairo i 1970'erne. Judasevangeliet, som var i privat eje, blev først offentliggjort af National Geographic i 2006. Fra teksten blev opdaget til 2001 blev den skadet af dårlige opbevaringsforhold, og dele af skriften er derfor ulæseligt. Dokumentet er i dag på det koptiske museum i Kairo. 
Judasevangeliet skildrer Judas som Jesu særlige fortrolige. Det svarer til gnostikernes opfattelse af Judas som den mest oplyste af apostlerne, og den, der handlede, så menneskeheden kunne frelses ved Jesu død. I Judasevangeliet siger Jesus til Judas: "Du vil overgå dem alle [de andre disciple] for du kommer til at ofre det menneske, jeg har iført mig."
Judas havde som den eneste forstået, at Jesus har sin oprindelse i det højeste væsen, "Ånden" (i gnostisk forståelse rent lys og ren væren). De øvrige disciple havde, ifølge Judasevangeliet, misforstået Jesu lære. Som i Markusevangeliet fremstilles Judas' forræderi som en planlagt nødvendighed (Markus 8,31). Men Judasevangeliet går endnu længere, fordi Jesus udpeger Judas som sin angiver. Derfor skal Judas - men ikke de andre disciple - frelses.
Modsat Matthæusevangeliet, hvor Judas begår selvmord efter sit forræderi, bliver han i Judasevangeliet stenet til døde af de 11 andre og bliver kristendommens første martyr. Forfatteren til Judasevangeliet kan altså ikke have været Judas Iskariot selv.

## Manuskriptet

### Baggrund
Der har været ca. 50 skrifter om de oldkirkelige evangelier. Kun de 16 er bevaret, så de kan læses. De fire er Markusevangeliet, Matthæusevangeliet, Lukasevangeliet og Johannesevangeliet.
Judasevangeliet er et af de 12 evangelier, som kendes fra omtale i skrifter fra den tidlige kirke. Det hører til de gnostiske skrifter, der kender til en hemmelig viden, som er nøglen til frelse og adgang til himlen. Den kristne kirke undertrykte det som kætteri og havde held til at udrydde det helt.
Det eneste kendte manuskript til judasevangelieteksten blev fundet i 1970'erne. Da havde det ligget i 1700 år som en læderindbundet bog, en kodex af papyrusark i den egyptiske ørken. Dele er brudstykker, og nogle dele mangler helt, mens andre rummer spredte ord eller linjer. Det skyldes slid og nedbrydning gennem de mange århundreder. Bogen bestod af 62 sider, men da den kom på markedet i 1999, var der kun 26 tilbage, fordi ark var fjernet og solgt. Af og til dukker de manglende sider op.

### Fundhistorie
Der var ingen spor af de forsvundne skrifter, før det koptiske Judasevangelium dukkede op på det ”grå marked”. Det er aldrig dokumenteret, hvor bogen blev fundet, men man antager, at en samler af egyptiske oldtid fandt den ved Al Minya i nærheden af landsbyen Beni Mazar i Egypten, og at han solgte den til den kendte antikvitetshandler Hannah Soalo i Kairo.
Omkring 1970 blev manuskriptet og de fleste af Soalos varer stjålet af den græske handelsmand Nikolas Koutoulakis, som smuglede dem til Genève. Soalo genfandt manuskriptet ved at samarbejde med antikvitetshandlere i Schweiz. Derpå viste han det til eksperter, som anerkendte dets betydning, men det tog ham mange år at finde en køber, der ville betale 3 mio. USD. Det blev vist første gang på et hotelværelse i Genève i maj 1983, hvor det lå mellem en samling koptiske manuskripter, der blev tilbudt Stephen Emmel, ph.d. kandidat fra Yale University, som Southern Methodist University havde bedt se på materialet.
I et par årtier blev manuskriptet tilbudt mange. Til sidst blev det købt af Maecenasstiftelsen. Bogens tidligere ejere hævdede nu, at den var fundet ved Muhafazat i 1950'erne eller -60'erne, og at de først for nylig havde forstået, hvor betydningsfuld den var.
Teksten blev omtalt af Rodolphe Kasser på en konference af koptiske specialister i Paris i juli 2004. I en erklæring fra den 30. marts 2005 udtalte en talsmand for MaecenasStiftelsen, at den havde planer om at udgive oversættelser til engelsk, fransk og tysk, når specialister i koptisk historie havde konserveret de skrøbelige sider.
Arbejdet ville blive ledet af professor emeritus fra Genève Universitet dr. Kasser, og resultaterne ville blive offentliggjort et år senere. I januar 2005 udtalte direktør A.J. Tim Jull ved National Science Foundation i Arizona og hans forskningsassistent, Gregory Hodgins, at de havde dateret fem prøver fra papyrusmanuskripter til mellem 220 og 340 ved hjælp af kulstof 14-datering. Den daterer manuskriptet 100 år tidligere end analyser af skriften. I januar 2006 udførte Gene A. Ware fra Papyrological Imaging Lab ved Brigham Young University prøver i Schweiz, der bekræftede manuskriptets ægthed.
I februar 2006 dukkede der en halv side op i New York City. Bogen menes kun at have tre fjerdedele af de oprindelige sider. Roberty forsikrede på Maecenas Foundations vegne, at "når undersøgelsen er afsluttet, vil alt blive givet tilbage til Egypten. Værket hører til dér, og manuskriptet vil blive konserveret på bedste måde".
Manuskriptet er skrevet 200-300 år efter Jesu død, og det rejser tvivl om dets historiske pålidelighed. Det kan dog være muligt, at det er det sidste af en række afskrifter, der kan nå tilbage til tiden lige efter Jesus. Dertil kommer, at kirkefaderen Irenæus omtaler "Judasevangeliet" så tidligt som 180. Med en tekstanalyse af vendinger, der dækker hemmelige formuleringer, og som tabes i oversættelse, er de fleste enige om, at Judasevangeliet er en oversættelse af et græsk værk fra ca. 130-170. Irenæus' omtale af værket i 180 giver en anden tilblivelsestid for værket.
Den almindeligt accepterede datering af Johannesevangeliet er 95-110, men flere forskere har foreslået en senere datering, så det overlapper Judasevangeliet.

## Religionshistorisk sammenhæng

### Kirkens holdning
Kirkefaderen Irenæus, den 2. biskop i Lyon, fandt en bog hos den kristne menighed i Gallien. I den blev Judas Iskariot ikke fremstillet som forræder, men som helt. Forræderiet bliver tydet som "Befrielsens mysterium" i Judasevangeliet. Irenæus skrev i den anledning værket Adversus Haereses omkring 180:
"nogle påstår, at Kain fik sin eksistens fra Magten i det høje, og de erkender, at Esau, Korah, sodomitterne og alle den slags er beslægtet med dem selv… De påstår, at forræderen Judas var velbevandret i disse ting, og at han alene gennemførte forræderiets mysterium, fordi han kendte sandheden som ingen andre. På grund af ham blev alle ting, både på jorden og i himlen, bragt i forvirring. De kommer med en opdigtet historie af denne slags, og de kalder den "Judasevangeliet" 
Ca. to århundreder efter Irenaeus' indsigelser kritiserede Cyperns biskop, Epiphanios af Salamis, Judasevangeliet for at rose ham, der forrådte Jesus, og for at fremstille ham som en, der "udførte et godt arbejde for vores frelse" .
Også senere kirkefædre kendte til Judasevangeliet, men i løbet af det 6. århundrede tabes alle spor af det, og det blev anset for tabt.

### Kainitterne
Den gruppe, som Irenæus hentyder til sekten kainitterne. De mente, som en stor del af de gnostiske grupper, at Det Gamle Testamentes gud – Jahve – var ond, og han var svagere og meget forskellig fra den guddom, som havde skabt universet, og som havde sendt Jesus. Disse gnostiske grupper anså bibelske skikkelser for helte, når de havde søgt efter viden eller havde udfordret Jahves magt. Omvendt betragtede kainitterne de samme bibelske personer som dæmoner, der ellers ses som helte i en mere rettroende bibelforståelse. Visse kainitter hævdede, at Judas handlede, som han gjorde, for at menneskeheden kunne blive frelst ved Jesu død. Af samme grund anså de ham for værdig til taknemmelighed og påskønnelse.
Det kainittiske kætteri har været en vanskelig sag for den rettroende kirke. Den har altid hævdet, at Jesus frivilligt påtog sig lidelse og død, dels på grund af menneskehedens synder, dels ud fra en uendelig kærlighed for at alle kan få mulighed for at opnå frelse. Kirken hævder derfor, at Judas' forræderi kun kan betragtes som et personligt forræderi mod Jesus og ikke som udtryk for en benægtelse af den rette tro. Efter Judasevangeliets opfattelse er hele handlingsforløbet op til forræderiet derimod forudbestemt, og Jesus ynker Judas for den rolle, han må påtage sig. I Johannesevangeliet finder man et citat, der kan ses i det samme lys, for da Judas forlader den sidste nadver, siger Jesus til ham: "Hvad du gør, gør det snart" (Johannes 13,27).

### Manuskriptets indhold
Den del af manuskriptet, som kunne oversættes, beretter om Judas som Jesu foretrukne discipel. Som mange andre gnostiske skrifter, der var beregnet på de særligt indviede, påstår Judasevangeliet at være "den hemmelige beretning om en åbenbaring, som Jesus fortalte Judas Iskariot om".
Mange filosoffer har overvejet den tanke, at Judas var den nødvendige forudsætning for, at Jesus kunne dø på korset, men tankegangen blev oftest fordømt som kætteri, og den kunne ikke støttes af citater i de kanoniske skrifter. Med Judasevangeliet føres tankegangen et skridt videre, og her bliver det ikke blot fastslået, at Judas’ handlinger var nødvendige, men også at Judas handlede på ordre fra Jesus selv.
Judasevangeliet beretter, at Jesus fortalte Judas: "Du skal blive forbandet i generationer." Derefter tilføjer teksten, at Jesus havde fortalt Judas: "Du skal komme og regere over dem", og: "Du vil overgå dem alle, for du skal ofre det menneske, som er min klædedragt."
I modsætning til de fire kanoniske evangelier, der fortæller om Jesu liv, består Judasevangeliet af en mindre struktureret samling udsagn om Jesus og af korte samtaler mellem Jesus og Judas, der ikke er indføjet i nogen fortælling, og som ikke indgår i en åbenlyst filosofisk eller retorisk sammenhæng.
Ligesom Judas er fremstillet i de kanoniske evangelier, sådan taler også Judas i Judasevangeliet med dem, som skal arrestere Jesus, og han modtager penge fra dem efter at have overladt Jesus til dem. I modsætning til de kanoniske evangelier, der viser Judas som en forræder, der bliver hudflettet af Jesus: "Ve det menneske, ved hvem Menneskesønnen bliver forrådt. Det havde været bedre for det menneske, om han aldrig var født" (Markus 14,21; Matthæus 26,24), skildrer Judasevangeliet ham som en, der er udvalgt af Gud som redskab for et storslået og forudbestemt formål ("I de sidste tider vil de forbande din opstigning til de hellige").
Judasevangeliets Jesus foretrækker Judas og siger: "Træd væk fra de andre, og jeg skal fortælle dig om kongerigets mysterier", og senere: "Se, du har fået alt at vide. Løft dit blik og se på skyen og lyset inde i den og stjernerne omkring den. Den stjerne, som viser vejen, er din stjerne."

### Muslimsk opfattelse
Muslimske forskere peger på, at opdagelsen af det nye manuskript er en historisk bekræftelse af Koranens fortælling om, at det egentlig var en af Jesu elskede disciple – nemlig Judas – der skulle dø på korset. De henviser til dele af manuskriptet, hvor Jesus roser Judas og fortæller ham, at "du skal overgå dem alle", og at Judas vil "komme i stor sorg" for at kunne stige til himmels. Men Koranen nævner ikke Judas, og Judasevangeliet siger ikke, at Judas blev korsfæstet.

## Forskning
Professor Rodolphe Kasser afslørede detaljer om teksten i 2004. Den er skrevet i samme sahidiske dialekt af koptisk som Nag Hammadi-teksterne. Bogen består af tre dele: Et brev til Filip, som tilskrives Peter og findes i en anden version i Nag Hammadi-manuskripterne. En Jacobs åbenbaring der også kendes fra Nag Hammadi. Og Judasevangeliet. I 2004 kunne ca. en tredjedel af bogen læses.
En videnskabelig udgave skulle udgives i 2005, men den blev forsinket. Færdiggørelsen af restaurering og oversættelse blev annonceret af National Geographic Society ved en pressekonference i Washington D.C. den 6. april 2006, og manuskriptet blev fremvist i organisationens hovedkvarter. Det blev fulgt op med en udsendelse på National Geographic Channel den 9. april samme år af med titlen Judasevangeliet. Det blev offentliggjort i 2007.
James M. Robinson, der var en af USA's førende eksperter i gammelkirkelige tekster, mente, at den nye bog næppe ville give ny viden om Judas. Dokumentet er fra 3. århundrede og bygger formentlig på et ældre dokument. Han nævnte, at teksten sikkert vil blive værdifuld for dem, som forsker i det 2. århundrede, men ikke fordi det giver større forståelse af Bibelen.

## Oversættelser
- Judasevangeliet på engelsk Arkiveret 14. april 2006 hos  Wayback Machine
- Judasevangeliet på koptisk (Originaltekst) Arkiveret 14. april 2006 hos  Wayback Machine